# مطار هينغيانغ نانيوي
مطار هينغيانغ نانيوي (بالصينية: 衡阳南岳机场) مطار عام يقع بمدينة هنغيانغ في هونان في الصين. يبلغ طول المدرج 2600 م. حل محل مطار باجيالينج القديم، الذي أغلق في عام 1995. بدأ بناء المطار في 7 يناير 2012 باستثمارات إجمالية قدرها 656 مليون يوان، وافتتح المطار في 23 ديسمبر 2014، مع رحلة افتتاحية من مطار بكين نانيوان.

## شركات الطيران والوجهات
| شركـات طيـران            | الوجهات |
| ------------------------ | --- |
| 9 Air                    | مطار سنن شوفانغ الدولي، مطار شيشوانغباننا غاسا                                                                               |
| طيران الصين              | مطار بكين العاصمة الدولي، مطار جينغديو الجديد                                                                                |
| خطوط العاصمة بكين الجوية | مطار سانيا فينيكس الدولية، مطار شنيانغ الدولي                                                                                |
| Chengdu Airlines         | مطار تشنغدو شوانغليو الدولي، مطار ساني ليجيانغ، مطار نينغبو ليش الدولي، مطار جينجيانغ تشيوانتشو، مطار ونزهو يونجقيانج الدولي |
| خطوط شرق الصين الجوية    | مطار جييانغ شاوشان، مطار غينغادو جياودونغ الدولي                                                                             |
| Chongqing Airlines       | مطار تشونغتشينغ جيانغبى الدولي، مطار فوتشو تشانغله الدولي                                                                    |
| خطوط هاينان الجوية       | مطار هايكو ميلان الدولي، مطار هانغتشو شياوشان الدولي                                                                         |
| خطوط جونياو الجوية       | مطار نانجينغ الدولي، Zhanjiang                                                                                               |
| خطوط شاندونغ الجوية      | مطار قوييانغ لونغدونغابو الدولي، مطار جينان الدولي                                                                           |
| خطوط شانغهاي الجوية      | مطار كونمينغ جانغشوي الدولي، مطار شانغهاي بودنغ الدولي                                                                       |
| سبرينغ (شركة طيران)      | مطار شانغهاي هونغكياو الدولي                                                                                                 |
| خطوط تيانجين الجوية      | مطار هوهوت بايتا الدولي، مطار سانيا فينيكس الدولية، مطار شيان شيانيانغ الدولي، مطار تشنغتشو الدولي                           |
| خطوط زيامن الجوية        | مطار شيامن قاوتشي الدولي |

## وصلات خارجية
- http://www.flightstats.com/go/Airport/airportDetails.do?airportCode=